# Kleine Aa (Someren)
De Kleine Aa is een beek die iets ten zuiden van Someren ontspringt. Ze loopt in een wijde boog ten westen om Someren heen en mondt niet ver van Lierop bij het gehucht Boomen uit in de Aa, nadat ze via een sifon onder de Zuid-Willemsvaart door is geleid.
Een naamloos zijbeekje ontspringt in een bosgebiedje bij Natuurtheater de Donk (aan de provinciale weg naar Heeze) en voert door het Houtbroek.
Door een verbindingssloot kan de Kleine Aa ook water uit de Peelrijt ontvangen, dat normaal gesproken via het Beuven, de Witte Loop naar de Kleine Dommel stroomt.

## Recht en weer krom
De Kleine Aa werd bij een voor het landschap ingrijpende ruilverkaveling in 1965 rechtgetrokken en plaatselijk verlegd. Dat was niet direct een schoonheidskuur. Niet ver van het brongebied van de Kleine Aa ligt het toeristisch-recreatieve ontwikkelingsgebied de Heihorsten waar omstreeks 2009 onder meer een golfbaan en verbijfsrecreatiegebied werden ontwikkeld en een natuurpoort tot stand kwam. Op een twee kilometer lang gedeelte van de Kleine Aa is sinds 2009 begonnen met aanleg van een 'ecologische verbindingszone' wat onder meer betekent dat de beek weer mag gaan slingeren binnen een paar stukjes nieuw natuurgebied.

## Waterkwaliteit
Doordat dit riviertje door een intensief gebruikt landbouwgebied stroomt is de waterkwaliteit matig en het water voedselrijk, hetgeen vooral te merken is aan de brandnetels op plaatsen waar het water in een laagte kan blijven staan (de Vloeten).

## Natuurgebieden
Verspreid door het beekdal, met name bij Lierop liggen enkele verspreide natuurgebiedjes, same ruim 50 ha groot en in eigendom en beheer van Staatsbosbeheer. Zie de pagina over den Oeterd. In een bosje in den Oeterd ligt nog een afgesneden stukje beekloop van de Kleine Aa.